# Aero (personaggio)
Aero, il cui vero nome è Melody Guthrie, è un personaggio dei fumetti, creato da Chris Claremont (testi) e da Jackson Guice e Kyle Baker (disegni), pubblicato dalla Marvel Comics. La sua prima apparizione è in New Mutants (vol. 1) n. 42 (agosto 1986), sebbene sia irriconoscibile; si identifica come Aero solo molti anni dopo in The Uncanny X-Men (vol. 1) n. 444 (luglio 2004).

## Biografia del personaggio
Melody è la sorella minore degli X-Men Cannonball e Husk. È comparsa varie volte nella prima serie di New Mutants a fianco della madre, nella fattoria di famiglia. Melody vide i fratelli sviluppare i propri poteri mutanti uno dopo l'altro, prima Sam e poi Paige, che fu rapita dagli alieni Phalanx che distrussero anche la fattoria. Dopo la manifestazione pubblica dei poteri di Jay, un gran polverone si alzò in città nei confronti della famiglia Guthrie. In quel periodo Melody sviluppò una sorta di aura che le permetteva di volare, avverando il suo più grande sogno: possedere un potere mutante. Divenne così una degli studenti dell'Istituto Xavier, fino al giorno in cui Wanda Maximoff decimò la popolazione mutante, lei compresa. Non essendosi resa conto di essere stata depotenziata, Aero, cercò di dar prova dei suoi poteri ad Emma Frost gettandosi dal tetto dell'istituto. Soccorsa dalla Bestia e rispedita nel Kentucky, tornò alla scuola solamente per assistere al funerale del fratello Jay, assassinato dal reverendo Stryker. Poco dopo ha accettato un lavoro come amministratore per Camp Gloriana , dove Storm era un oratore principale, che ha portato alla loro riunione. In seguito Melody andò a vivere nella nuova nazione mutante di Krakoa. Lì, è diventata la prima a sottoporsi a un nuovo rituale chiamato Crucible, una prova di combattimento contro Apocalisse per guadagnarsi il diritto di morire ed essere resuscitata dai Cinque, al fine di riconquistare i suoi poteri perduti. Di fronte a un grande gruppo di mutanti, è stata brutalizzata da Apocalisse, che l'ha esortata ad arrendersi e chiedere di essere guarita invece di persistere nella lotta. Melody ha rifiutato e alla fine è stata uccisa da Apocalisse, superando il processo di Crucible. In seguito ha rivendicato il suo premio quando è stata resuscitata dai Cinque, con i suoi poteri restituiti.

## Poteri e abilità
- Aero possiede l'abilità di generare un'aura che le permette di volare.